# فهرست جایزه‌ها و نامزدی‌های دوآ لیپا
دوآ لیپا خواننده انگلیسی-آلبانیایی جوایز متعددی را دریافت کرده است که شامل نامزدی شانزده جایزه بریت، ده جایزه گرمی و هفت جایزه NME است که به ترتیب برنده هفت، سه و یک جایزه شده‌است. او اولین هنرمند زنی بود که در یک سال در جوایز بریت پنج نامزدی دریافت کرد.
لیپا در سال ۲۰۱۵ یک قرارداد ضبط با گروه موسیقی وارنر امضا کرد و اولین آلبوم خود را با نام خود در سال ۲۰۱۷ منتشر کرد که نامزدی بهترین آلبوم سال در جوایز موسیقی بی‌بی‌سی ۲۰۱۷، آلبوم سال بریتانیا در جوایز بریت ۲۰۱۸ و برنده بهترین آلبوم بین‌المللی سال در سیزدهمین دوره جوایز موسیقی LOS40 شد.
تک‌آهنگ New Rules از آلبوم دوآ لیپا نامزد دریافت جایزه بهترین آهنگ بریتانیایی سال و بهترین موزیک ویدیوی بریتانیایی در جوایز بریت ۲۰۱۸، بهترین موزیک ویدیو در جوایز موسیقی iHeartRadio 2018 و بهترین آهنگ سال در جوایز MTV 2018 شد. این آهنگ برنده بهترین کارگردانی موزیک ویدیو در جوایز D&AD 2018 و بهترین آهنگ برای لب‌خوانی در جوایز موسیقی Radio Disney 2018 شد.
«یک بوسه» با همکاری کالوین هریس، تهیه‌کننده اسکاتلندی، و «IDGAF» نیز نامزد بهترین آهنگ سال بریتانیا و بهترین موزیک ویدیوی بریتانیا در جوایز بریت ۲۰۱۹ شدند.
لیپا برنده بهترین هنرمند جدید و بهترین ضبط رقص برای «الکتریسیته»، که یک همکاری با گروه بریتانیایی-آمریکایی Silk City، در شصت و یکمین دوره جوایز سالانه گرمی بود، شد.
او دومین آلبوم استودیویی خود را با نام «Future Nostalgia» در سال ۲۰۲۰ منتشر کرد. این آلبوم برنده بهترین آلبوم آواز پاپ در شصت و سومین دوره جوایز سالانه گرمی شد و نامزد بهترین آلبوم سال شد. تک‌آهنگ اصلی آلبوم، «اکنون شروع نکن» (۲۰۱۹)، در همان مراسم نامزد دریافت جایزه‌های ضبط سال، آهنگ سال و بهترین اجرای تک نفره پاپ شد.

## جوایز و نامزدی‌ها
فهرست در حال تکمیل است.
| جایزه               | سال  | گیرنده(ها) و نامزد(ها)            | دسته‌بندی                      | نتیجه     | منبع  |
| ------------------- | ---- | --------------------------------- | ----------------------------- | --------- | ----- |
| جوایز موسیقی آمریکا | ۲۰۱۸ | خود                               | خواننده جدید سال              | نامزد شده | [ ۵ ] |
| جوایز موسیقی آمریکا | ۲۰۲۰ | خود                               | خواننده مورد علاقه پاپ/راک زن | نامزد شده | [ ۶ ] |
| جوایز موسیقی آمریکا | ۲۰۲۰ | الان شروع نکن                     | آهنگ مورد علاقه پاپ/راک       | برنده     | [ ۶ ] |
| جوایز موسیقی آمریکا | ۲۰۲۱ | خود                               | خواننده مورد علاقه پاپ/راک زن | نامزد شده | [ ۷ ] |
| جوایز موسیقی آمریکا | ۲۰۲۱ | شناور                             | آهنگ مورد علاقه پاپ/راک       | نامزد شده | [ ۷ ] |
| جوایز موسیقی آمریکا | ۲۰۲۱ | نوستالژی آینده                    | آلبوم موردعلاقه پاپ/راک       | نامزد شده | [ ۷ ] |
| جوایز موسیقی آمریکا | ۲۰۲۲ | قلب یخی (ریمیکس Pnau)با التون جان | آلبوم موردعلاقه پاپ/راک       | برنده     | [ ۸ ] |
| جوایز موسیقی آمریکا | ۲۰۲۳ | جایزه موسیقی NRJ                  | هنرمند بین المللی زن سال      | برنده     | [ ۹ ] |